# بروس هاربر
بروس هاربر (بالإنجليزية: Bruce Harper)‏ هو لاعب كرة قدم أمريكية أمريكي، ولد في 20 يونيو 1955 في إنغلوود في الولايات المتحدة.

## وصلات خارجية
- بروس هاربر على موقع مرجع كرة القدم المحترفة.كوم (الإنجليزية)